# محمود العلی
محمود العلی (انگلیسی: Mahmoud El Ali؛ زادهٔ ۴ مارس ۱۹۸۴) بازیکن فوتبال اهل لبنان است.

## باشگاهی
از باشگاه‌هایی که در آن بازی کرده‌است می‌توان به باشگاه ورزشی العهد اشاره کرد.

## تیم ملی
وی همچنین در تیم ملی فوتبال لبنان بازی کرده‌است.